# Ruben Morne

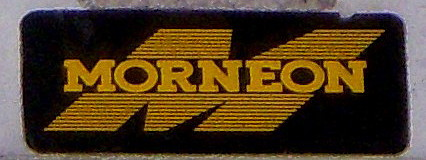
Firmamärket "Morneon" på en äldre neonskylt.

Ruben Morne född 1917, död 2007, var en svensk belysningsingenjör, känd som innovatör och konstruktör av ljusreklam, främst i neon och huvudsakligen i Stockholm samt grundare av firman Morneon.

## Biografi

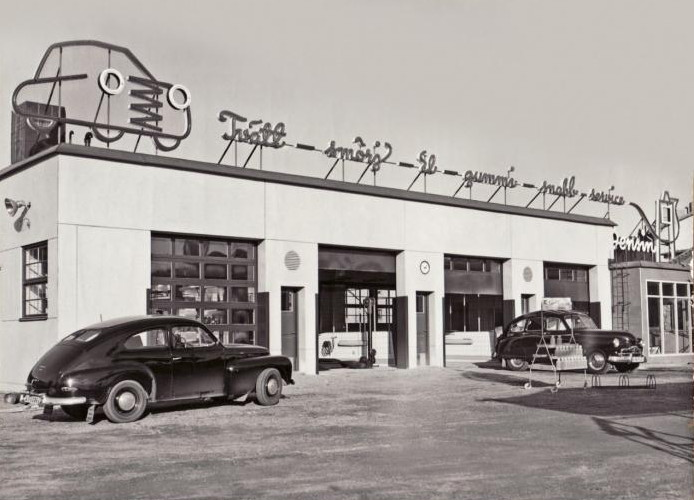
IC-stationen på Brommaplan (1950-tal).

Ruben Morne hade sedan 1930-talet varit neonkonstruktör och ljuskonsult. Till en början var han ingenjör på Ingenjörsfirman Teknik som då var dotterbolag till Asea. Snart startade han sitt eget företag under namnet "Morneon", som skulle växa sig till ett av Sveriges största företag inom ljusskyltsbranschen. Han knöt även till sig konstnärer som Rudolf Persson och Per Olov Ultvedt. Firman Morneon  kom  att skapa en stor del av 1950- och 1960-talets skyltar i Stockholm.
Under sin långa aktiva period i branschen för ljusreklam skapade han klassiker som NK-klockan (1939), Draken-skylten (1938), Gevaert-skylten (1950-tal), Sparbankens spargris, Gullmarsplan (1952) och Marabou-skylten (1965). I 80-årsåldern framlade han ett projekt tillsammans med konstnären Nisse Skoog  för neonkonst på Stockholms fem Hötorgsskrapor, som dock ännu (2010) inte har förverkligats.  1998 var han den förste som utdelade det av Stockholms stad och Ljusreklamförbundet nyinstiftade hederspriset Årets skylt, som då gick till Sörman-skylten vid Sankt Eriksgatan på Kungsholmen.
I företalet till Ruben Mornes bok "Neon & Ljusskyltar" från 1998 (som för övrigt hans barnbarn Madeleine Morne hjälpte till att författa) skriver förre stadsarkitekten Per Kallstenius bland annat följande om Ruben Morne:
| ” | Namnet Ruben Morne har en speciell lyskraft. Han förkroppsligar som ingen annan den svenska neonkonsten under snart sju decennier. Man kan med gott fog säga att han är kunnandet om neon och ljusskyltar personifierad. Detta så mycket mera som den lysande skylten i stadsrummet nu har blivit en del av vår kulturhistoria… | „ |

Ruben Mornes omfattande arkiv donerades 1998 av honom för studier och forskning till Stockholms stadsmuseum.

## Några av Mornes neonskyltar

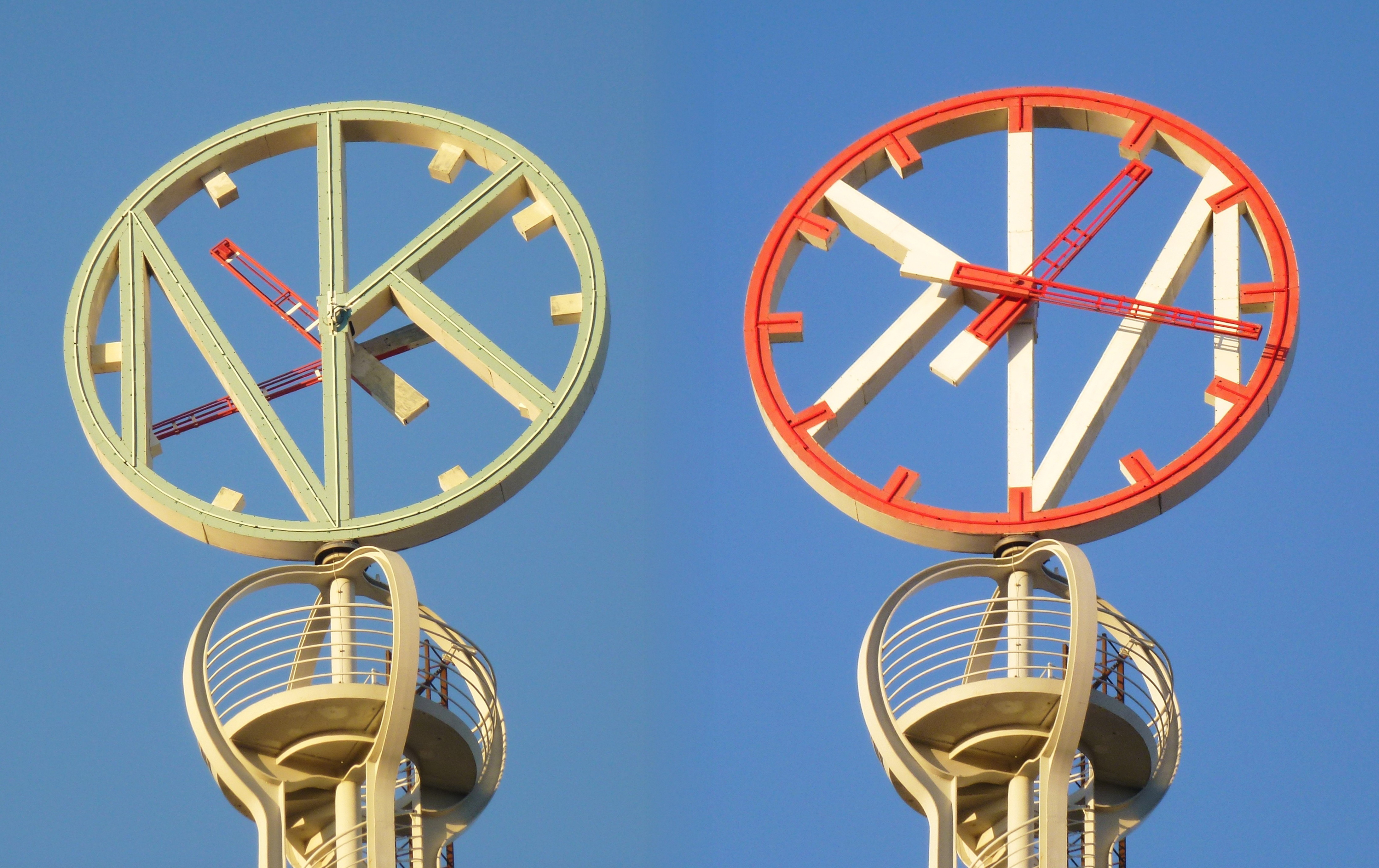
NK-klockan (1938)
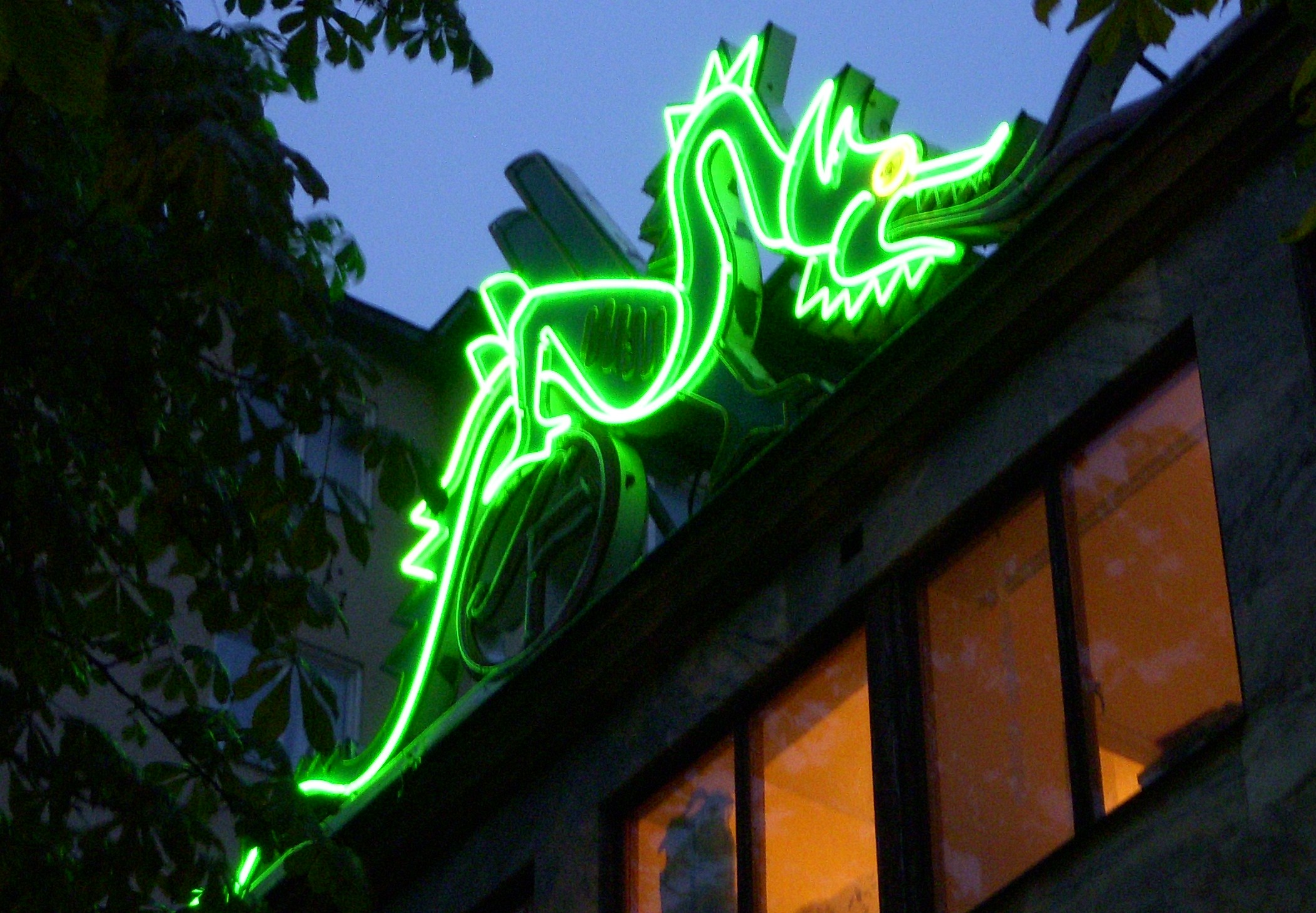
Draken-skylten (originalet från 1939)
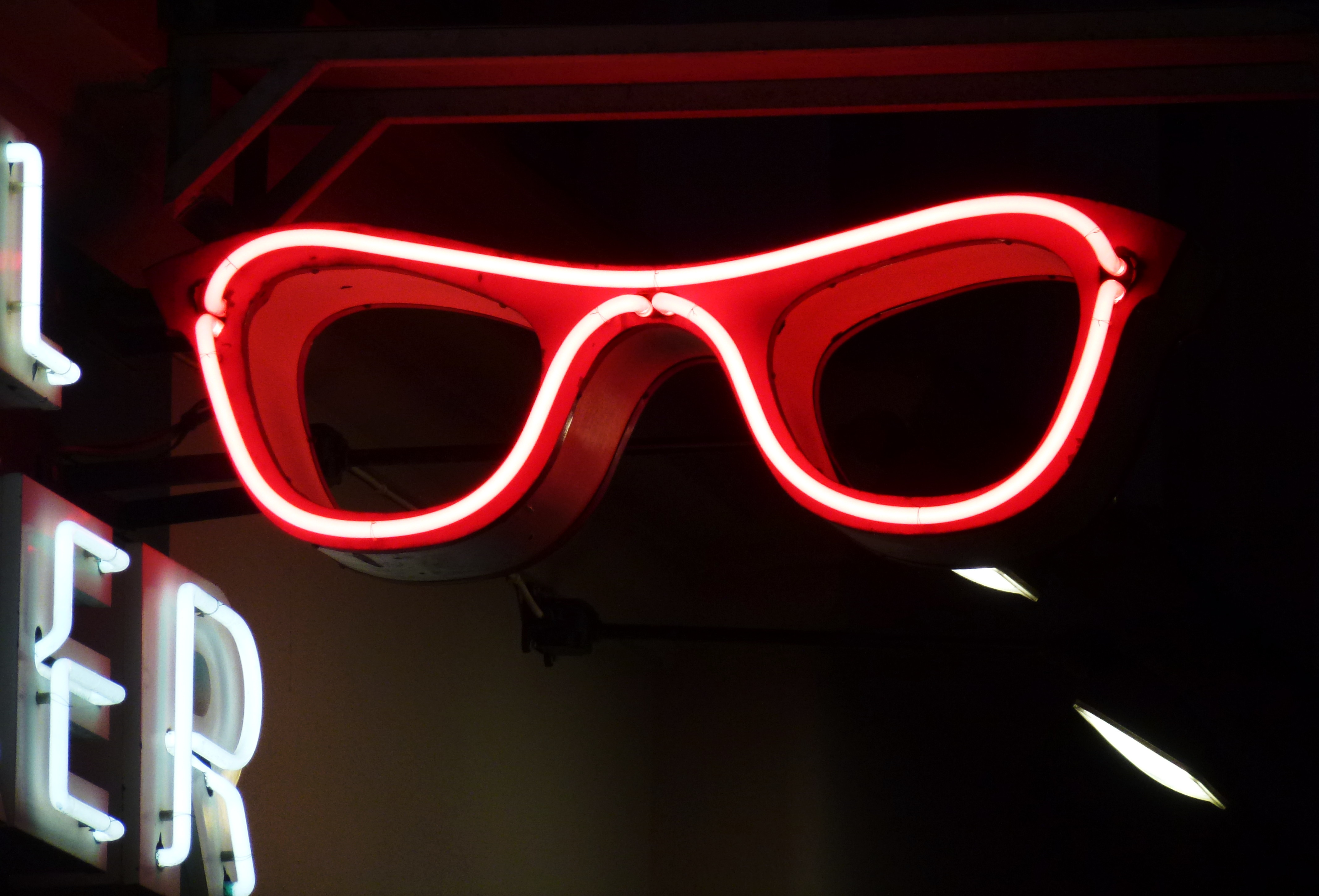
Ringdahls Optik-skylten (1950-tal)
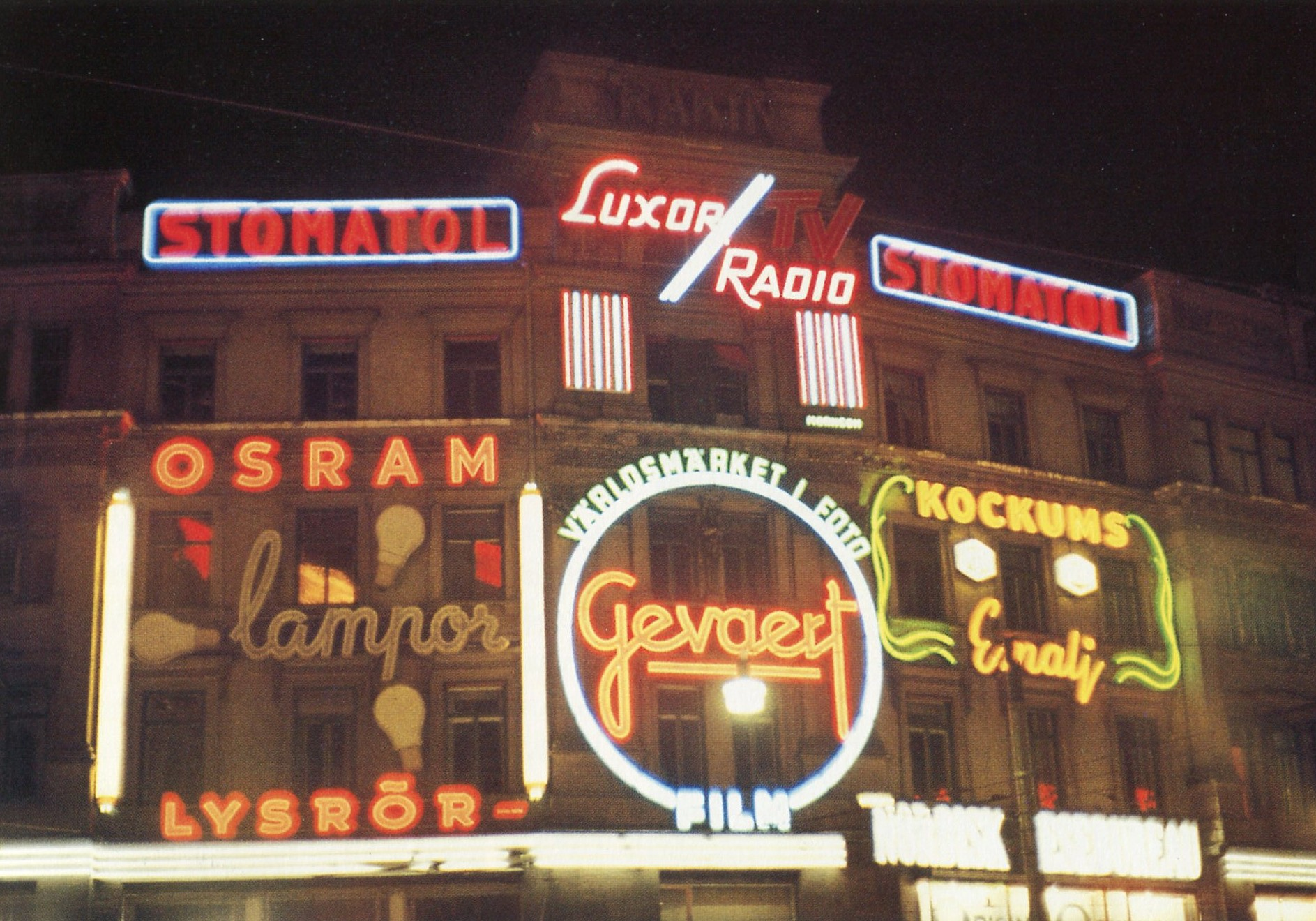
Gevaert-skylten (1950-tal)
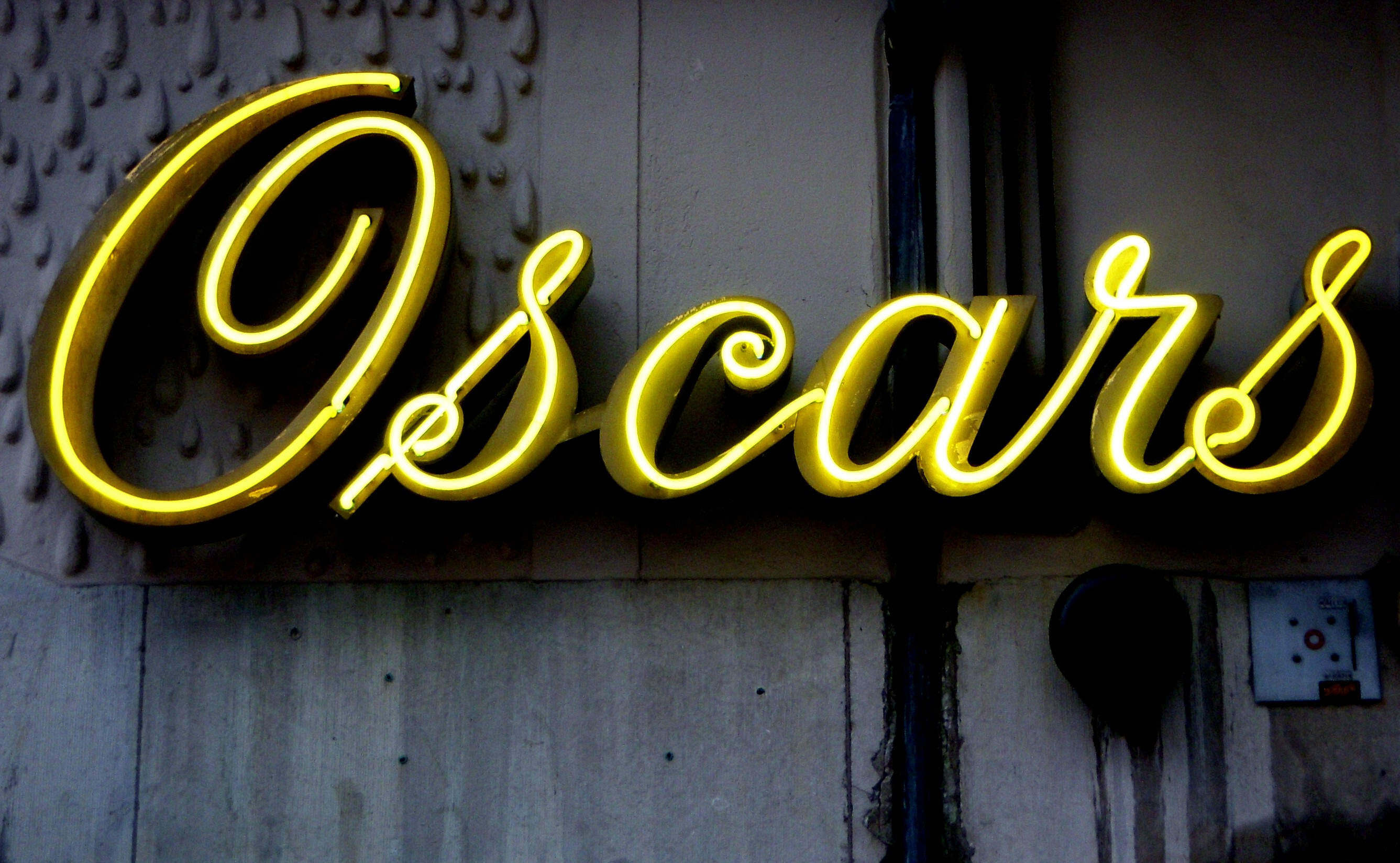
Oscarsteatern (1950-tal)
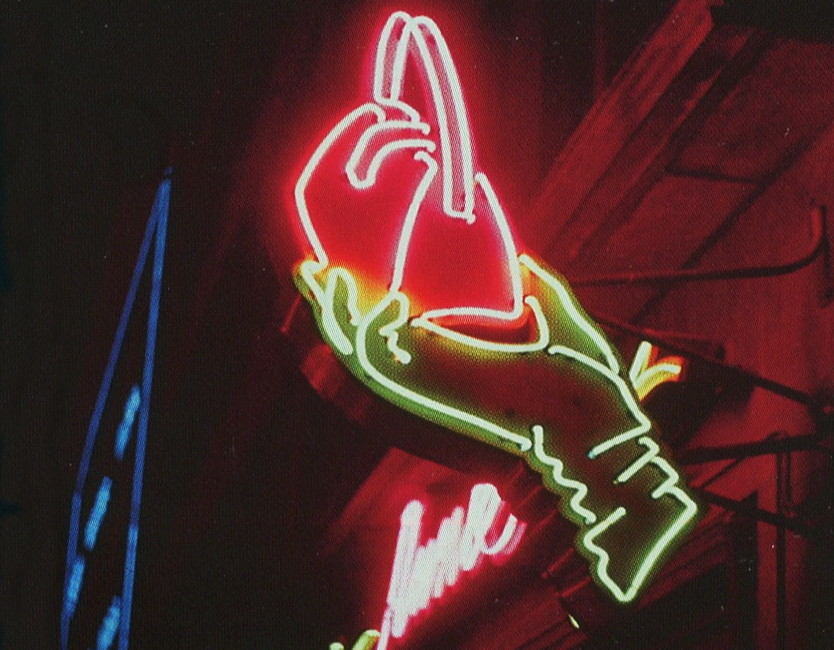
Annie väskaffär (1950-tal)
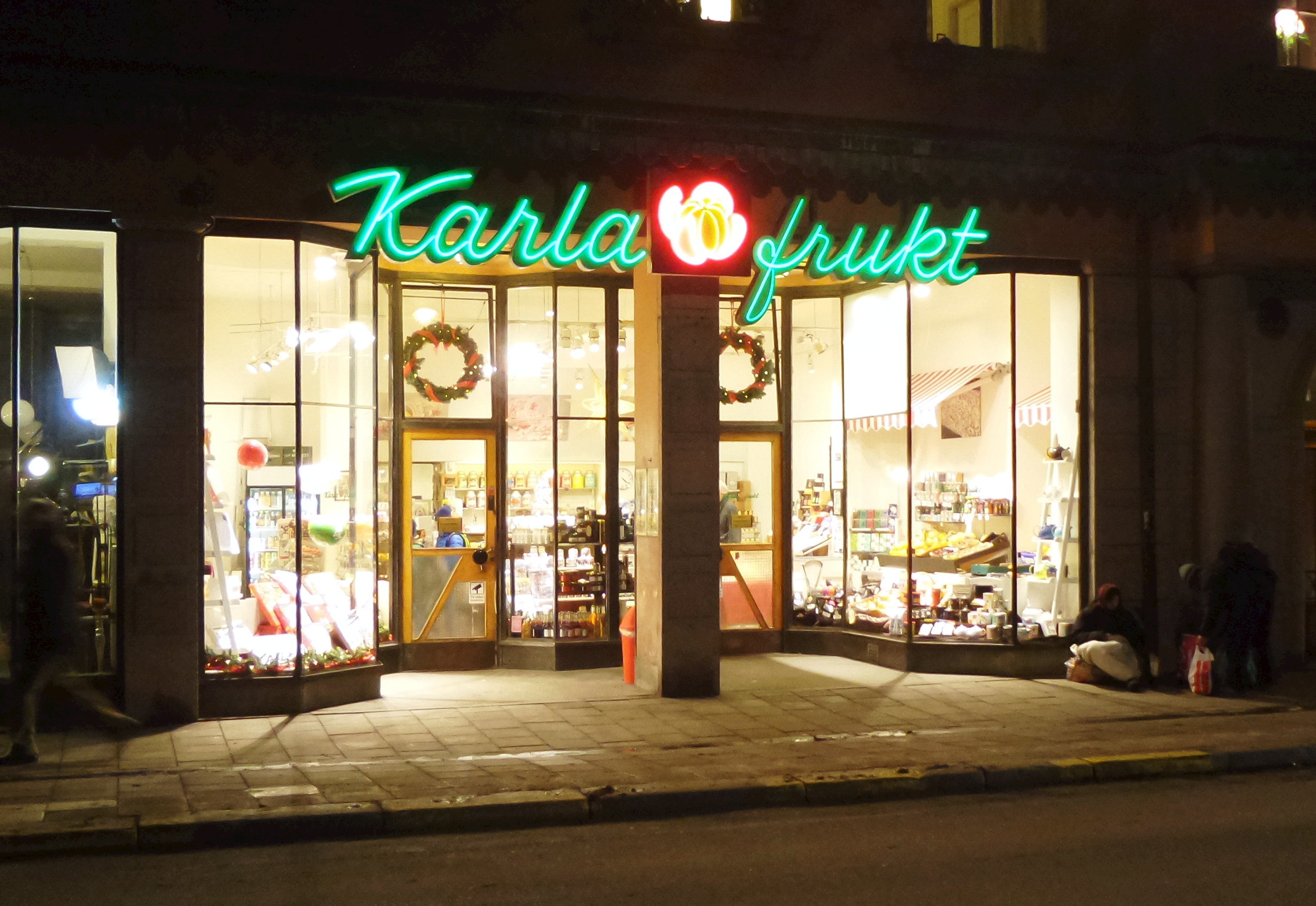
Karla frukt (1960)
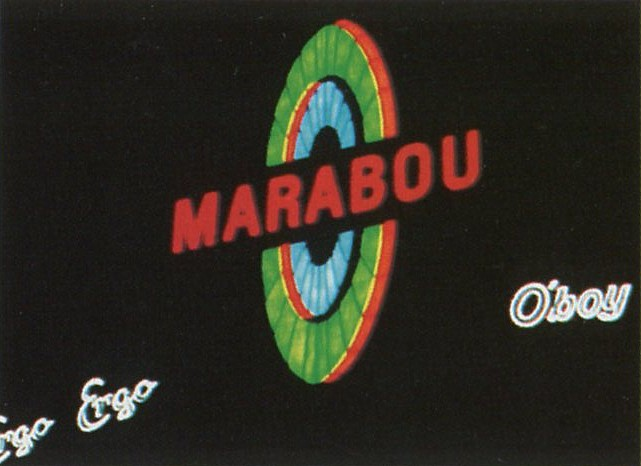
Marabou-skylten (1965)